# Compagnie des Messageries Aériennes
La Compagnie des Messageries Aériennes è stata una compagnia aerea francese, operativa dal 1919 al 1923, anno in cui si è fusa con la Grands Express Aériens per formare l'Air Union.

## Storia
La Compagnie des Messageries Aériennes fu fondata nel febbraio 1919 da Louis Charles Breguet, Louis Blériot, Louis Renault e René Caudron. La prima rotta commerciale, un servizio di posta e merci tra l'aeroporto di Parigi-Le Bourget e l'aeroporto di Lilla Lesquin venne inaugurata il 18 aprile 1919, utilizzando biplani Breguet Bre 14.
Nel mese di agosto dello stesso anno divenne operativo un servizio per Bruxelles. Il 19 settembre 1919, la compagnia lanciò un servizio passeggeri internazionale tra l'aeroporto di Parigi-Le Bourget e l'aeroporto di Hounslow Heath di Londra, utilizzando sempre i Breguet 14. Il 1° gennaio 1923, la compagnia si fuse con la Grands Express Aériens dando origine all'Air Union.

## Incidenti

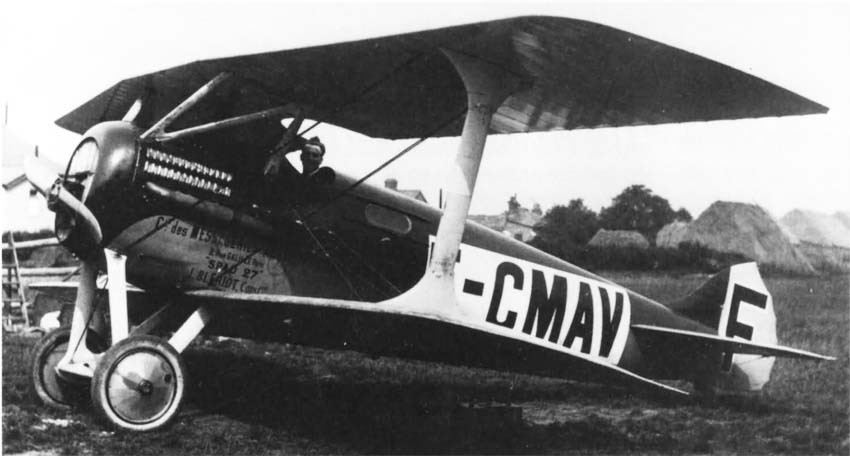
Blériot-SPAD S.27 della Compagnie des Messageries Aériennes

- Il 23 giugno 1921, un Blériot-SPAD S.27 (registrato F-CMAY) della CMA, in viaggio da Croydon a Le Bourget, incontrò problemi tecnici e tentò un atterraggio di emergenza, probabilmente dirigendosi verso l'aeroporto di Bekesbourne, nel Kent. Tuttavia, si schiantò su una linea ferroviaria adiacente, colpendo prima i cavi del telegrafo che attutirono l'impatto. I due passeggeri rimasero illesi, mentre il pilota riportò lievi ferite, essendo rimasto incastrato sotto l'aereo. L'aeromobile fu radiato.[3]
- Il 3 giugno 1922, un Blériot-SPAD S.33 (registrato F-ACMH) della CMA, in rotta da Croydon a Le Bourget, si schiantò nella Manica al largo di Folkestone, causando la morte di tutti i passeggeri e del pilota.[4]
- Il 15 marzo 1923, un Farman F.60 Goliath (registrato F-AEIE) uscì di pista durante l'atterraggio a Croydon, scontrandosi con un edificio. L'aeromobile fu successivamente riparato e rimesso in servizio.[5]
- Il 3 dicembre 1923, un altro Farman F.60 Goliath (registrato F-AEIF), che potrebbe essere stato operato dalla CMA, si schiantò a Littlestone, nel Kent.[5]

## Flotta
La flotta della Compagnie des Messageries Aériennes era così composta:
| Aereo               | In servizio | Passeggeri |  |
| ------------------- | ----------- | ---------- |  |
| Breguet Bre 14      | /           | 2          |  |
| Farman F.60 Goliath | 15          | 12         |  |
| Blériot-SPAD S.27   | 10          | 2          |  |
| Blériot-SPAD S.33   | 15          | 5          |  |
| Totale              | 40          |            |  |